# MV Princess Ashika
Le Princess Ashika est un ferry tongien construit en 1972 au Japon.
Il a coulé le 5 août 2009 peu avant minuit, alors qu'il assurait la liaison entre Nukuʻalofa et les Haʻapai, causant la mort de 74 personnes, 54 autres ayant été secouru. Le ferry n'assurait cette liaison maritime que depuis le 7 juillet 2009, soit moins d'un mois avant la tragédie.